# Bayley (wrestlerka)
Pamela Rose Martinez (ur. 15 czerwca 1989 w Newark w Kalifornii) – amerykańska profesjonalna wrestlerka występująca w brandzie Raw federacji WWE pod pseudonimem ringowym Bayley.
Jest pierwszą kobietą, która posiadała wszystkie tytuły dla kobiet WWE (z głównej listy), co czyni ją pierwszą kobietą, która została mistrzynią Grand Slam i Mistrzynią Triple Crowd. Przed podpisaniem kontraktu z WWE występowała dla federacji niezależnych jako Davina Rose.

## Kariera wrestlerki

### Federacje niezależne (2008–2012)
Martinez interesowała się wrestlingiem od dzieciństwa. W wieku 11 lat zaczęła uczęszczać na gale Big Time Wrestling, federacji z północnej części Kalifornii. W kwietniu 2008 roku rozpoczęła treningi pod okiem Jasona Stylesa w szkółce Big Time Wrestling. Pierwszy oficjalny pojedynek stoczyła we wrześniu 2008, przyjmując pseudonim ringowy Davina Rose. Dla Big Time Wrestling walczyła do 2012 roku, sporadycznie pojawiała się też w innych federacjach, takich jak NWA Championship Wrestling from Hollywood czy Shine Wrestling.
Swoją mentorkę, Serenę Deeb, poznała w październiku 2010 roku. W październiku 2011 Rose, dzięki pomocy Deeb, zadebiutowała w federacji Shimmer Women Athletes. Została wplątana w rywalizację między swoją mentorką a Canadian Ninjas (Portią Perez i Nicole Matthews). Pierwszą walkę stoczyła podczas nagrań Volume 41, przegrywając wówczas z Mercedes Martinez, natomiast w nagranym w marcu 2012 Volume 48 odnotowała pierwszą wygraną w Shimmer – wraz z Mią Yim pokonała Melanie Cruise oraz Menę Librę. Ostatni pojedynek dla Shimmer Women Athletes stoczyła w październiku 2012.

### WWE

#### NXT (2012–2016)
W grudniu 2012 ogłoszono, że Martinez podpisała kontrakt z federacją WWE. Zadebiutowała jako Bayley, 24 stycznia 2013, podczas house showu rozwojówki federacji – brandu NXT. W programie telewizyjnym NXT po raz pierwszy wystąpiła 20 marca 2013 w przegranej walce z Paige. 12 czerwca przyjęła wizerunek uroczej, aczkolwiek natrętnej fanki wrestlingu. Jeszcze tego samego wieczoru uległa Alicii Fox w pierwszej rundzie turnieju o nowo utworzone NXT Women’s Championship. 21 sierpnia przegrała walkę o WWE Divas Championship z AJ Lee.

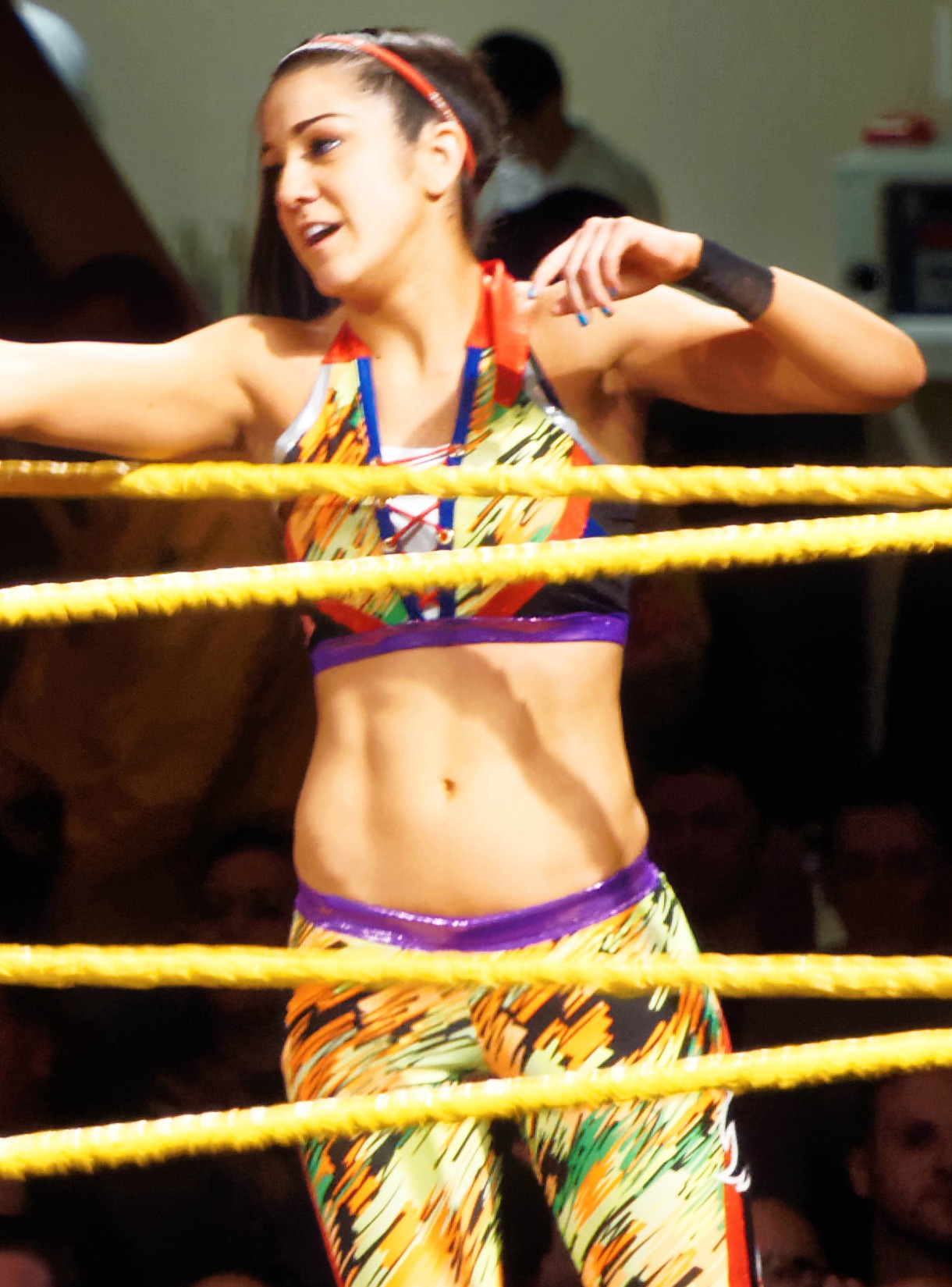
Bayley w marcu 2015

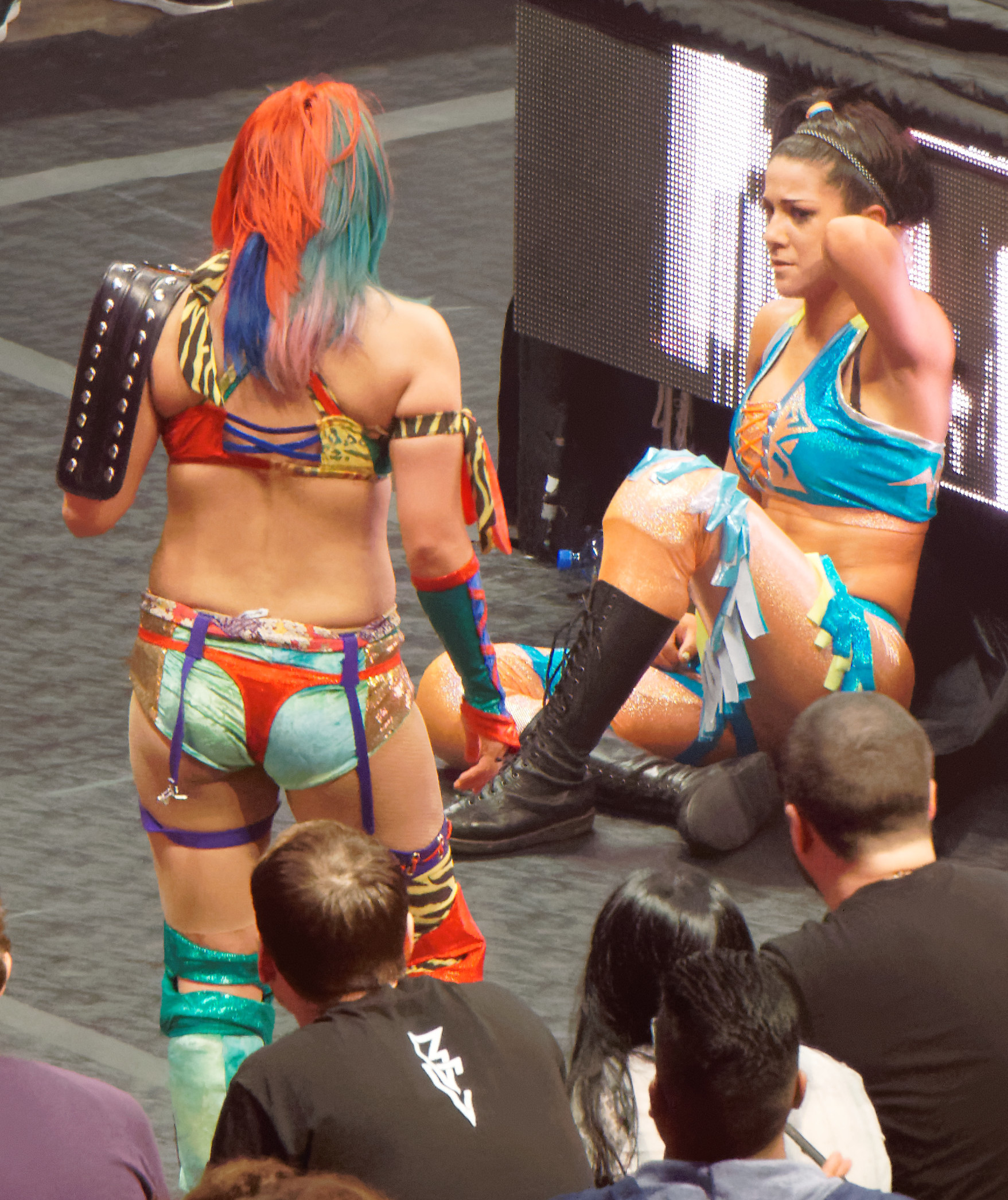
Bayley (po lewej) i Asuka na gali NXT TakeOver: Dallas z kwietnia 2016

Pierwszą wygraną odnotowała 4 września, wraz z Charlotte pokonała Alicię Fox i Aksanę w starciu drużynowym. Na przekór rywalizującej z nimi Charlotte, The Beautiful Fierce Females (BFFs – Sasha Banks i Summer Rae) próbowały namówić Bayley do współpracy. Ostatecznie to Charlotte zdradziła Bayley, atakując ją i przyłączając się do BFFs. Bayley, współpracując z Natalyą, dwukrotnie pokonała Sashę Banks, przegrała z nią jednak w ćwierćfinale turnieju o zawieszone NXT Women’s Championship. Po ponownym pokonaniu Banks Bayley stała się pretendentką do tytułu, będącego w posiadaniu Charlotte. Nie udało jej się zdobyć mistrzostwa ani na NXT TakeOver: Fatal 4-Way, ani w walce rewanżowej podczas jednego z następnych odcinków NXT. 23 października została zaatakowana przez nową tag–team partnerkę Sashy Banks – Becky Lynch. W celu pokonania Banks i Lynch, Bayley rozpoczęła współpracę z Charlotte. Dwa tag teamy rywalizowały ze sobą przez następnych kilka tygodni. 27 listopada Bayley doznała kontuzji w wyniku ataku ze strony Banks i Lynch. Do ringu wróciła 21 stycznia 2015, atakując Lynch, Banks i Charlotte podczas odcinka NXT. Na NXT TakeOver: Rival wzięła udział w Fatal 4-Way matchu o NXT Women’s Championship przeciwko trzem rywalkom, lecz nie udało jej się zdobyć tytułu.
W marcu Bayley rozpoczęła rywalizację z Emmą, która zarzuciła jej, że jest zbyt miła, by kiedykolwiek zostać mistrzynią kobiet NXT. Zawodniczki zmierzyły się ze sobą 1 kwietnia, walkę wygrała Bayley. Wkrótce jednak przegrała pojedynek z Daną Brooke przez interwencję Emmy. Tydzień później Bayley zaatakowała rywalkę po jej walce z Charlotte. Na NXT TakeOver: Unstoppable Bayley i Charlotte pokonały Emmę i Danę Brooke. Po krótkiej przerwie, spowodowanej złamaniem kości śródręcza, Bayley wygrała ostateczne starcie z Emmą i postanowiła skupić się na zdobyciu mistrzostwa kobiet NXT.
W sierpniu Bayley pokonała Charlotte i Becky Lynch, stając się nową pretendentką do NXT Women’s Championship. 22 sierpnia, na NXT TakeOver: Brooklyn zdobyła mistrzostwo, pokonując Sashę Banks w starciu o tytuł. Po walce świętowała w ringu razem z Banks, Charlotte i Becky Lynch, na wzór niesłynnego „Curtain Call” grupy The Kliq. Bayley obroniła swój pas w walce wieczoru przeciwko Banks na NXT TakeOver: Respect; walka ta była pierwszym w historii WWE 30-minutowym Iron Man matchem z udziałem kobiet.
Po odniesieniu zwycięstw w walkach z Alexą Bliss i Evą Marie Bayley rozpoczęła rywalizację z Nią Jax, którą pokonała na NXT TakeOver: London, broniąc swojego tytułu. Podczas jednego z kolejnych odcinków NXT Eva Marie i Nia Jax zaatakowały Bayley, jednak wkrótce zostały powstrzymane przez Asukę. Asuka wyzwała mistrzynię NXT na walkę o jej tytuł. 16 marca Bayley i Asuka wspólnie pokonały Marie i Jax, a po walce ogłoszono, że na następnym TakeOver Bayley będzie broniła tytułu mistrzowskiego w pojedynku z Asuką. Na NXT TakeOver: Dallas Bayley utraciła NXT Women’s Championship na rzecz rywalki; jej panowanie trwało 223 dni.
18 maja, po krótkiej przerwie od akcji w ringu, Bayley powróciła do NXT i przegrała walkę z Nią Jax. Z powodu kontuzji nie mogła stoczyć rewanżowej walki z Asuką na NXT TakeOver: The End. Powróciła 22 czerwca i pokonała Deonnę Purazzo.
24 lipca, na gali Battleground, Bayley zadebiutowała w głównym rosterze WWE, wyjątkowo biorąc udział w jednej walce drużynowej; wraz z Sashą Banks pokonała Charlotte i Danę Brooke. Ostatnią walkę dla NXT stoczyła 20 sierpnia, na gali NXT TakeOver: Brooklyn II. Nie zdołała pokonać Asuki w pojedynku o NXT Women’s Championship.

#### Raw Women’s Champion (2016–2017)

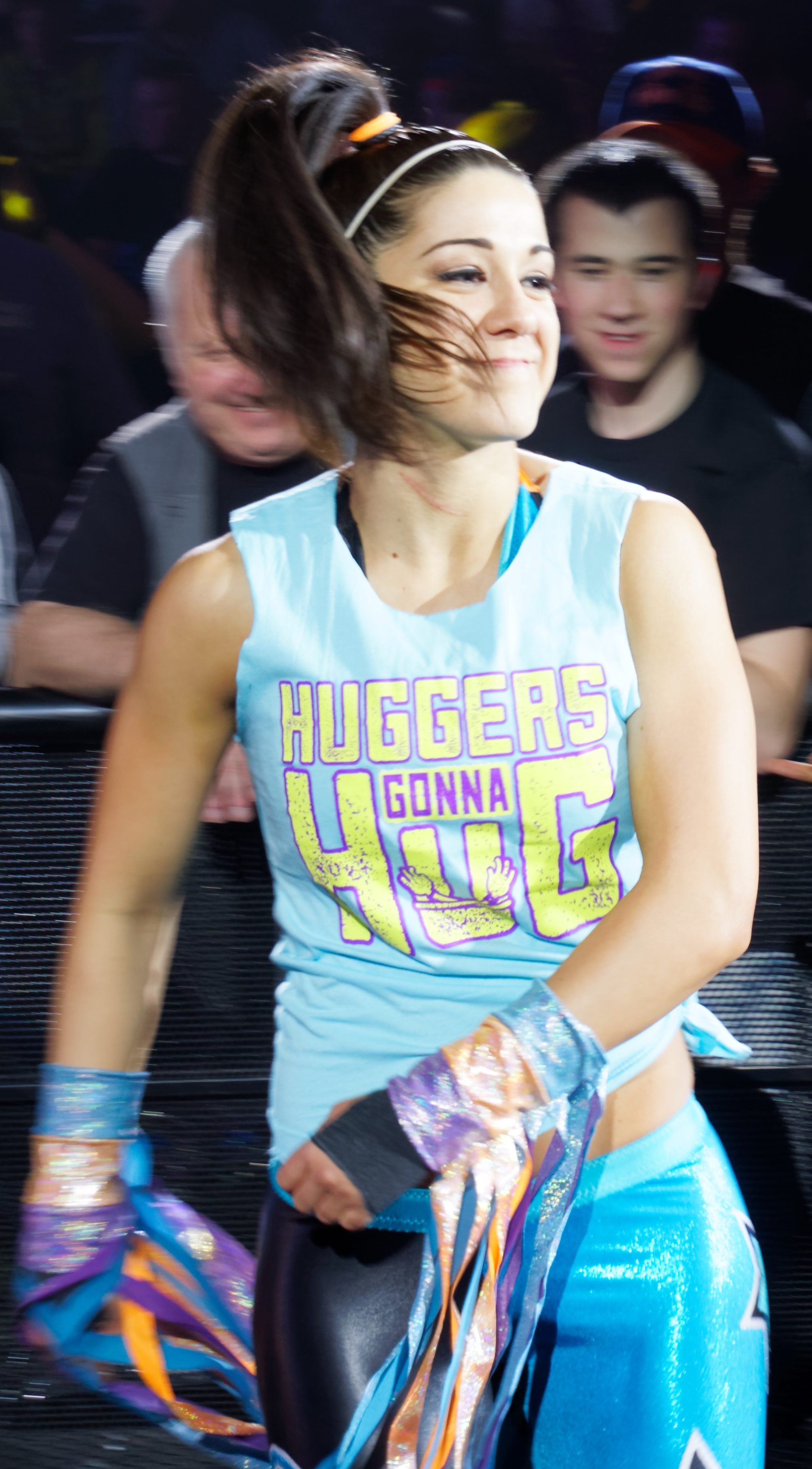
Bayley w maju 2017

22 sierpnia Bayley dołączyła na stałe do rosteru brandu Raw. Skonfrontowała się z posiadaczką WWE Raw Women’s Championship Charlotte i wyzwała ją na pojedynek o mistrzostwo. Charlotte odmówiła, po czym wysłała do walki swoją podopieczną – Danę Brooke. Bayley pokonała Brooke, a tydzień później zdołała także wygrać non-title match z Charlotte. Na gali Clash of Champions Bayley nie udało się zdobyć mistrzostwa w Triple Threat matchu przeciwko Charlotte i Sashy Banks. W międzyczasie rozpoczęła rywalizację z Brooke, którą pokonała na gali Hell in a Cell w standardowej walce. W październiku ogłoszono, że Bayley dołączy do kobiecej reprezentacji Raw w dziesięcioosobowym starciu międzybrandowym na Survivor Series. Drużyna Raw wygrała walkę dzięki współpracy dwóch ostatnich ocalałych zawodniczek – Charlotte i Bayley. Jednakże tuż po zakończeniu starcia Bayley została zaatakowana przez sojuszniczkę.
2 stycznia 2017, podczas odcinka Raw, Bayley pokonała Nię Jax, stając się pretendentką do dzierżonego przez Charlotte Flair mistrzostwa. O tytuł zawalczyła na gali Royal Rumble, lecz przegrała starcie. Zawodniczki zmierzyły się w walce rewanżowej, 13 lutego na Raw; dzięki interwencji Sashy Banks Bayley pokonała mistrzynię, zdobywając Raw Women’s Championship po raz pierwszy w karierze. Na marcowej gali Fastlane Bayley obroniła tytuł w kolejnej walce z Charlotte, zaś na WrestleManii 33 wygrała Fatal 4-Way Elimination match przeciwko Charlotte, Banks i Nii Jax. Tuż po WrestleManii rozpoczęła rywalizację z Alexą Bliss. 30 kwietnia, na gali Payback, Bayley utraciła Raw Women’s Championship na rzecz Bliss. Miesiąc później, na Extreme Rules, przegrała rewanżowy Kendo Stick on a Pole match. 24 lipca na Raw pokonała Sashę Banks w starciu o prawo do walki o mistrzostwo podczas gali SummerSlam. Tydzień później, podczas walki z Nią Jax, Bayley doznała kontuzji ramienia, co uniemożliwiło jej występ na SummerSlam. Bayley wróciła po kontuzji 18 września na odcinku Raw, aby pomóc Banks przed atakiem Bliss i Jax. Na No Mercy sześć dni później przegrała walkę z udziałem pięciu kobiet o tytuł Raw Women’s Championship.

#### The Boss ‘n’ Hug Connection i inaugracyjna WWE Women’s Tag Team Champion (2017–2019)
Na Survivor Series, Bayley była częścią drużyny Raw w meczu eliminacyjnym 5 na 5 tag team, w którym została wyeliminowana przez Taminę. Na koniec roku, u boku Sashy Banks i Mickie James rozpoczęła feud z Absolution (Paige, Mandy Rose i Sonya Deville). 28 stycznia wzięła udział w pierwszym, historycznym meczu Royal Rumble kobiet, który wygrała Asuka. Następnie wzięła udział w Elimination Chabmer matchu, którego stawką było WWE Raw Women’s Championship, wygranego przez broniącą mistrzostwa Alexę Bliss. Na Wrestlemanii 34 wzięła udział we WrestleMania Women’s Battle Royal i została ostatnią wyeliminowaną osobą przez zwyciężczynię, Naomi.

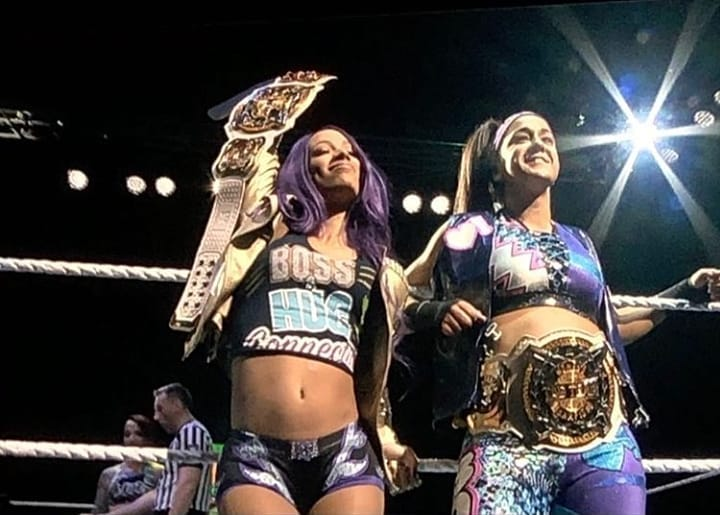
od lewej: Sasha Banks i Bayley jako posiadaczki WWE Women’s Tag Team Championship.

26 marca na Raw wdała się w bójkę ze swoją przyjaciółką Sashą Banks. 16 kwietnia, podczas emisji Raw, Bayley zmierzyła się z Banks, jednakże pojedynek zakończył się podwójną dyskwalifikacją po ingerencji The Riott Squad.
W lipcu Banks i Bayley ponownie sprzymierzyły się i utworzyły razem zespół o nazwie The Boss ‘n’ Hug Connection. Na Evolution połączyły siły z Nataylą i pokonały The Riott Squad. Na Survivor Series, Bayley była częścią kobiecej reprezentacji brandu Raw w dziesięcioosobowym starciu międzybrandowym, w którym została wyliczona poza ringiem podczas walki z Sonyą Deville. W styczniu wzięła udział w Royal Rumble matchu kobiet, z którego zwycięsko wyszła Becky Lynch.
17 lutego 2019, Bayley wraz z Banks zwyciężyły pięć innych drużyn w Elimination Chamber matchu, by zostać inaugracyjnymi posiadaczkami WWE Women’s Tag Team Championship. Na Fastlane zdołały obronić tytuły przeciwko Nii Jax i Taminie. Na Wrestlemanii 35 utraciły tytuły na rzecz The IIconics w czterodrużynowym tag team matchu.

#### Grand Slam Champion i Heel Turn (2019–2020)
16 kwietnia, w ramach Superstar Shake-up, Bayley została przeniesiona do SmackDown, rozwiązując zespół z Banks, która została na Raw. Na The Shield’s Final Chapter razem z Ember Moon pokonała The Riott Squad (Ruby Riott i Sarah Logan).
19 maja, Bayley uczestniczyła w Money in the bank ladder matchu, którego stawką był kontrakt gwarantujący walkę o dowolne mistrzostwo kobiet w dowolnym miejscu i czasie. Bayley zdołała wygrać starcie i jeszcze tego samego dnia wykorzystała swój przywilej, pokonując Charlotte Flair, by zdobyć swoje pierwsze WWE SmackDown Women’s Championship w karierze. Uczyniło ją to pierwszą w historii kobietą, która została mistrzynią Grand Slam. Na Stomping Grounds utrzymała tytuł w walce z Alexą Bliss, a następnie w handicap matchu przeciwko Nikki Cross i Bliss na Extreme Rules. Na SummerSlam udało jej się utrzymać wyróżnienie w walce z Ember Moon.
2 września na Raw Bayley, w towarzystwie Sashy Banks, zaatakowała Becky Lynch metalowym krzesłem, po raz pierwszy w karierze spotykając się z negatywną reakcją fanów. Na SmackDown wytłumaczyła swój atak na Lynch, mówiąc, że chciała tylko pomóc Banks. Bayley następnie obroniła swoje mistrzostwo w walce przeciwko Charlotte Flair podczas Clash of Champions, naginając zasady podczas walki, gdy uderzyła głową Flair w śrubę napinającą, która znajdowała się w odkrytej części narożnika, odwiązanego przez Bayley. Na Hell in a Cell utraciła tytuł w rewanżu, kończąc panowanie po 140 dniach.

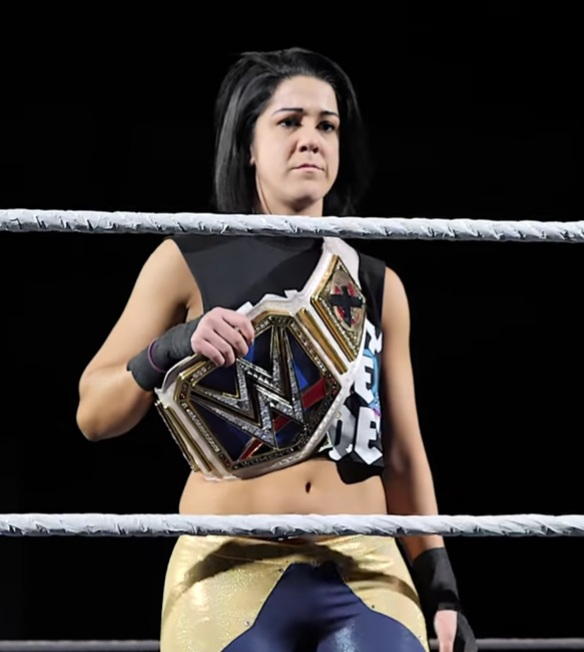
Bayley w grudniu 2019 jako posiadaczka WWE SmackDown Women’s Championship.

11 października podczas SmackDown, Bayley pojawiła się z nowym wyglądem i muzyką wejściową, a następnie pokonała Flair, aby odzyskać WWE SmackDown Women’s Championship. Po walce wygłosiła przemowę, w której skrytykowała WWE Universe, tym samym przechodząc heel turn po raz pierwszy w swojej karierze. Tego samego wieczoru odbywał się Superstar Shake-Up, w którym jej przyjaciółka, Sasha Banks, została przeniesiona do SmackDown, co skutkowało wznowieniem ich współpracy jako tag team. Jako mistrzyni kobiet brandu SmackDown, Bayley zmierzyła się z posiadaczką WWE Raw Women’s Championship Becky Lynch oraz dzierżawiącą NXT Women’s Championship Shayną Baszler, w Triple Threat matchu z udziałem mistrzyń wszystkich trzech brandów WWE. Ze starcia zwycięsko wyszła Shayna Baszler, zmuszając Bayley do poddania się.
Pod koniec listopada rozpoczęła rywalizację z Lacey Evans, którą pokonała w walce o tytuł na Royal Rumble. Zaraz po Royal Rumble, wszczęła spór z Naomi, która została pokonana przez broniącą mistrzostwa kobiet SmackDown Bayley na Super ShowDown. 20 marca Bayley i Banks ogłosiły, że nie chcą wystąpić na tegorocznej WrestleManii, lecz wypowiedź przerwała im Paige, która ogłosiła, że Bayley stanie w obronie tytułu przeciwko Taminie, Lacey Evans, Naomi, Danie Brooke (która została usunięta później z meczu) i samej Sashy Banks. Na imprezie Bayley zdołała utrzymać złoto, po wyeliminowaniu jako ostatniej Lacey Evans. Na Money in the Bank postawiła swoje mistrzostwo na szali w pojedynku z Taminą, wygrywając. 5 czerwca wraz z Banks pokonały Alexę Bliss i Nikki Cross, aby po raz drugi wygrać WWE Women’s Tag Team Championship. Wygrana uczyniła Bayley trzecią kobietą w historii WWE, która utrzymywała dwa tytuły jednocześnie. Na Backlash Banks i Bayley z powodzeniem obroniły tytuły w Triple Threat matchu przeciwko Alexie Bliss i Nikki Cross oraz The IIconics. Bayley następnie obroniła swój singlowy tytuł na Extreme Rules i na SmackDown, stając twarzą w twarz naprzeciw Nikki Cross. Na SummerSlam zdołała zatriumfować nad kolejną pretendentką Asuką, która jeszcze tego samego dnia pozbawiła Sashę Banks jej WWE Raw Women’s Championship, pokonując ją w pojedynku jeden na jednego. Tydzień później Banks i Bayley straciły tytuły drużynowe podczas wydarzenia Payback na rzecz Nii Jax i Shayny Baszler, które zakończyły ich panowanie po 85 dniach. Nie udało się im wygrać meczu rewanżowego na SmackDown 4 września, po którym zdesperowana Bayley zaatakowała Banks, rozwiązując zespół. Tego samego dnia Nikki Cross pokonała Alexę Bliss, Taminę i Lecey Evans, zyskując prawo do kolejnej walki z Bayley o SmackDown Women’s Championship na nadchodzące Clash of Champions. Na następnym SmackDown, Bayley powtórzyła swój atak na byłą przyjaciółkę.
Na Clash of Champions, Nikki Cross, która miała walczyć z Bayley o mistrzostwo kobiet SmackDown, nie otrzymała medycznej zgody na przystąpienie do rywalizacji w ringu. Z racji tego Bayley zainicjowała otwarte wyzwanie do walki o mistrzostwo, na które odpowiedziała mistrzyni kobiet Raw Asuka. Bayley przegrała walkę przez dyskwalifikację, uderzając Japonkę stalowym krzesłem. Po chwili zjawiła się Sasha Banks, która odparła atak Bayley na Asukę i zrewanżowała się za atak swojej byłej sojuszniczki. Doprowadziło to do Hell in a Cell matchu na tytułowej gali Hell in a Cell, w którym Banks odebrała SmackDown Women’s Championship swojej dawnej sprzymierzeńczyni, co zakończyło panowanie Bayley jako mistrzyni po 380 dniach, które jest, jak dotąd, najdłuższym w chronologii mistrzostwa.

#### Rywalizacja z Biancą Belair i kontuzja (2020–2021)
Na Survivor Series, Bayley była samozwańczym kapitanem kobiecej drużyny SmackDown, w dziesięcioosobowym starciu międzybrandowym, gdzie została wyeliminowana jako pierwsza. Po gali zaczęła drwić z Bianci Belair, która na owym wydarzeniu była ostatnim wyeliminowanym członkiem drużyny reprezentującej SmackDown. Panie wymieniały się słowami i ingerowały w swoje walki przez następne tygodnie. Doprowadziło to do meczu tag team na Tribute to the Troops, w którym Belair połączyła siły z byłą przyjaciółką Bayley, SmackDown Women’s Championką Sashą Banks, by pokonać Bayley i Natalyę. Na SmackDown, 18 grudnia, Bayley pokonała Belair, przyczyniając się do jej pierwszej porażce w głównym rosterze.
W styczniu 2021, Bayley rozpoczęła Royal Rumble match z numerem 1, jednak została wyeliminowana z rywalizacji przez swoją rywalkę i ostateczną zwyciężczynię starcia, Biancę Belair. W maju bezskutecznie wyzwała Belair do walki o WWE SmackDown Women’s Championship na WrestleMania Backlash. Zmagała się z nią również w rewanżu w strukturze Hell in a Cell matchu, niemniej jednak znowu uległa swojej rywalce. Przed kolejnym rewanżem, tym razem w stypulacji „I Quit”, powstrzymało ją zerwanie więzadła krzyżowego podczas treningu w WWE Performance Center nieco ponad tydzień przed walką, która miała odbyć się na gali Money in the Bank. Wykluczyło ją to z akcji w ringu na następny rok.

#### Damage CTRL (od 2022)
Bayley powróciła do WWE po nieco ponad dwunastu miesiącach absencji podczas letniego wydarzenia SummerSlam, 30 lipca 2022. Sprzymierzyła się wówczas z również powracającą Dakotą Kai i IYO SKY (wcześniej znaną jako Io Shirai). Nowy sojusz skonfrontował się z Biancą Belair i Becky Lynch po ich wspólnej walce o WWE Raw Women’s Championship. 8 sierpnia na Raw nowy sojusz wyzwał mistrzynię Biancę Belair, Asukę oraz Alexę Bliss do sześcioosobowego tag team matchu na Clash at the Castle. Podczas wydarzenia Bayley, Kai i Sky zadebiutowały pod wspólną nazwą Damage Control (później stylizowane jako Damage CTRL) i pokonały Belair, Asukę i Bliss. Bayley przypięła Belair, by zakończyć pojedynek, co dało jej miano pretendentki do dzierżawionego przez Belair Raw Women’s Championship. Na Extreme Rules Bayley podjęła nieudanej próby zdobycia tytułu w Ladder matchu, a w dalszej kolejności poniosła porażkę w rewanżu, którym był Last Woman Standing match na Crown Jewel. Spór Damage CTRL z Asuką, Bliss i Belair dobiegł końca na gali Survivor Series WarGames, podczas której Damage CTRL, łącząc siły z Nikki Cross i Rheą Ripley, przegrały WarGames match przeciwko Asuce, Bliss, Belair, Becky Lynch i Mii Yim.

## Inne media
Bayley pojawiła się jako grywalna postać w siedmiu grach video: WWE 2K17, WWE 2K18, WWE 2K19, WWE 2K20, WWE 2K Battlegrounds, WWE 2K22 i WWE 2K23.

## Życie osobiste
Ulubionymi zapaśnikami Martinez są Randy Savage, Randy Orton, The Rock, The Hardy Boyz, Lita, Rey Mysterio, John Cena, Eddie Guerrero, Ivory, Victoria, Bret Hart, Triple H, The Fabulous Moolah i Trish Stratus. 
W 2016 zaręczyła się z zawodowym zapaśnikiem Aaronem Solowem, którego poznała w 2010 roku. W lutym 2021 para zerwała zaręczyny.

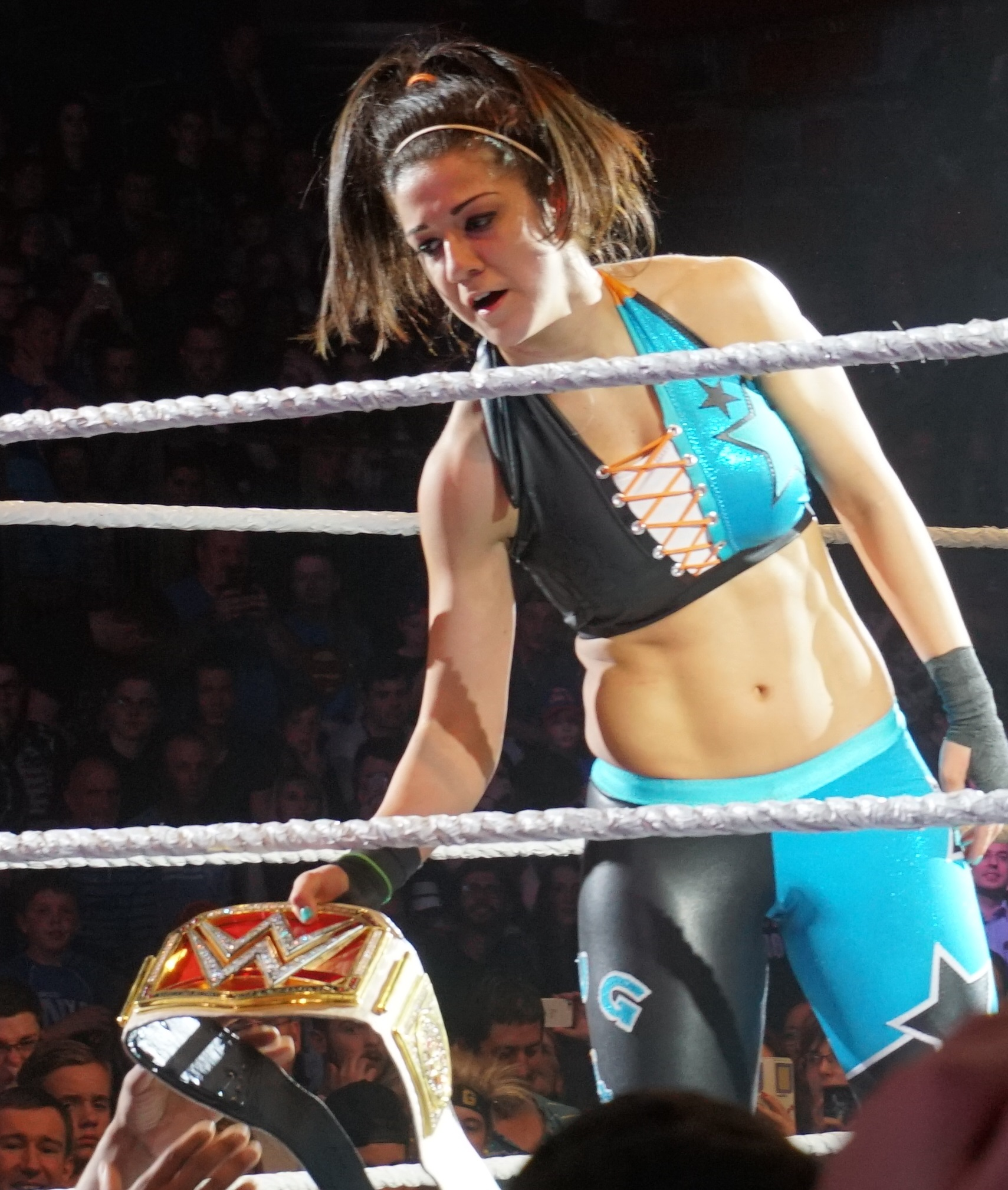
Bayley jako posiadaczka WWE Raw Women’s Championship.

## Mistrzostwa i osiągnięcia
- Pro Wrestling Illustrated

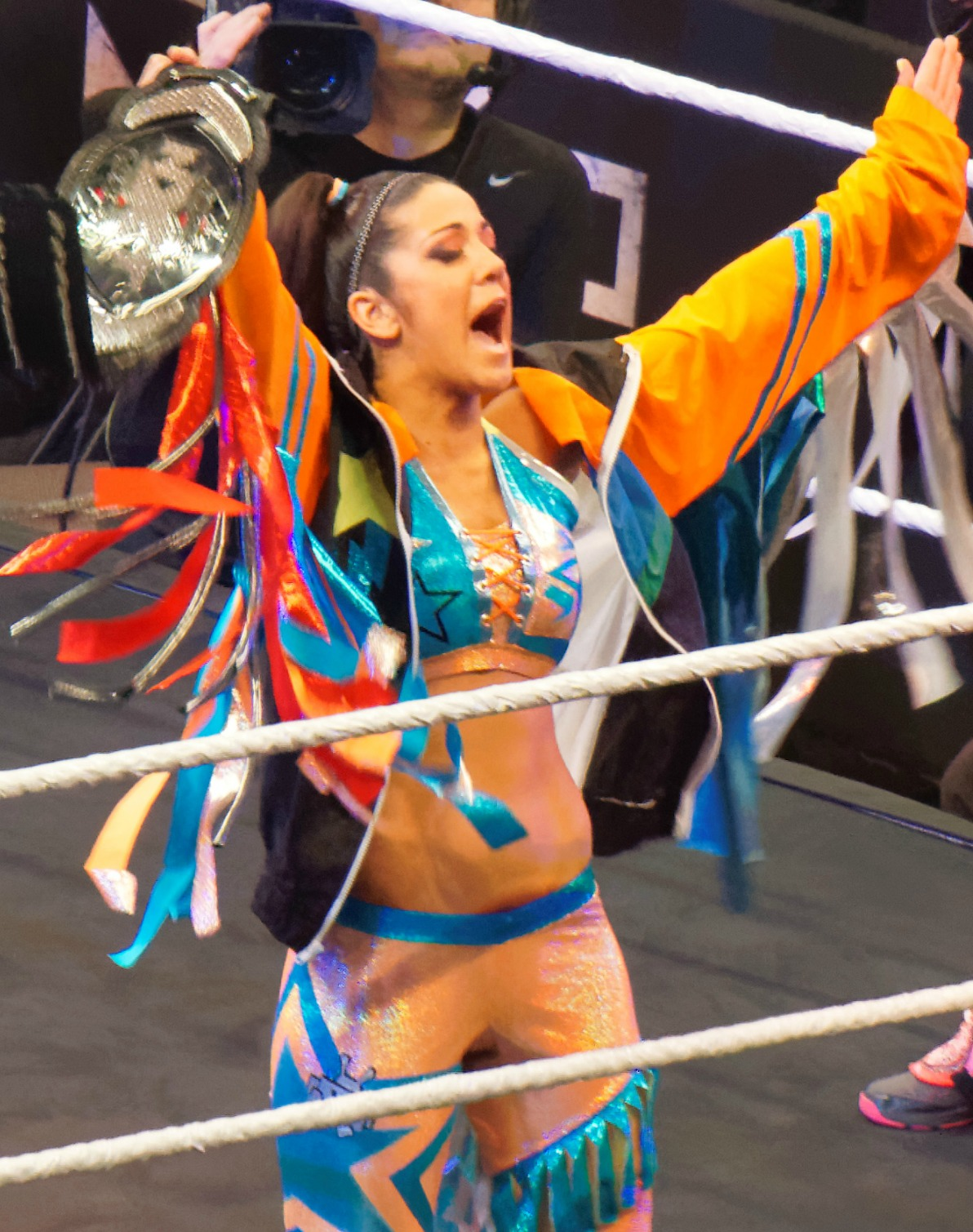
Bayley, jednokrotna posiadaczka NXT Women’s Championship.

  - Walka roku (2015) vs. Sasha Banks na gali NXT TakeOver: Respect
  - Najbardziej inspirujący zawodnik roku (2015, 2016)
  - 5. miejsce w rankingu PWI Female 50 w 2016[130]
- Rolling Stone
  - NXT Match of the Year (2015)[131] vs. Sasha Banks na gali NXT TakeOver: Brooklyn
  - Title Feud of the Year, NXT (2015)[131] vs. Sasha Banks o NXT Women’s Championship
- Wrestling Observer Newsletter
  - Największy progres (2015)[132]
- WWE
  - WWE Raw Women’s Championship (1 raz)[133]
  - WWE SmackDown Women’s Championship (2 razy)[134]
  - WWE Women’s Tag Team Championship (2 razy) – z Sashą Banks[135]
  - NXT Women’s Championship (1 raz)[136]
  - Pierwsza, kobieca Grand Slam Champion[6]
  - Pierwsza, kobieca Triple Crown Champion
  - Bumpy Award dla Tag Team of the Half-Year (2020) – z Sashą Banks[137]
  - NXT Year-End Awards (2 razy)
    - Female Competitor of the Year (2015)[138]
    - Match of the Year (2015) vs. Sasha Banks na gali NXT TakeOver: Brooklyn[138]